# Lutindi
Lutindi ist eine Stadt im Osten von Tansania. Sie liegt im Distrikt Korogwe, der ein Teil der Region Tanga ist. Lutindi ist Hauptort der gleichnamigen Gemeinde („Kata“).
Während der deutschen Kolonialzeit war der Ort Station des „Evangelischen Afrikavereins“, begründet von diesem als eine Ansiedelung befreiter Sklaven.